# 61-es főút
61-es főút (hatvanegyes főút, ungarisch für ‚Hauptstraße 61‘) ist eine ungarische Hauptstraße. Sie zweigt in Dunaföldvár nach Westen von der 6-os főút, ab, kreuzt die Autobahn Autópálya M6 (Europastraße 73) und führt über Előszállás (deutsch: Neuhof), Cece, wo sie die 63-as főút kreuzt, und Simontornya (mit Abzweig der 64-es főút zum Nordostende des Balaton (Plattensee)) sowie weiter über Pincehely und Tamási (hier kreuzt die 65-ös főút) in südwestlicher Richtung über Nagykónyi nach Dombóvár. Dort mündet die von Süden kommende 611-es főút ein. Die Straße verläuft dann in westlicher Richtung, nimmt in einem Kreisverkehr die von Pécs (deutsch: Fünfkirchen) kommende 66-os főút auf und zweigt auf die Nordumfahrung von Kaposvár ab, während die 610-es főút direkt in diese Stadt führt. Auf der Umfahrungsstrecke wird die in Süd-Nord-Richtung verlaufende 67-es főút gequert. Westlich von Kaposvár trifft die Straße wieder mit der 610-es főút zusammen und führt nach Nagybajom. In Böhönye wird die 68-as főút (zugleich Europastraße 661) gequert. Die Hauptstraße 61 führt weiter nach Westen über Vése und Iharosberény, schwenkt dann nach Nordnordwesten ab und erreicht in Nagykanizsa die 7-es főút, an der sie endet.
Die Gesamtlänge der Straße beträgt 198 Kilometer.